# Procanace dianneae
Procanace dianneae is een vliegensoort uit de familie van de Canacidae. De wetenschappelijke naam van de soort is voor het eerst geldig gepubliceerd in 1988 door Mathis.